# Bertelsmann Building
Bertelsmann Building (dříve nazýván 1540 Broadway) je mrakodrap na Manhattanu v New Yorku. Má 42 pater a výšku 223 m. Výstavba probíhala v letech 1989–1990. Tato postmoderní budova byla navržena firmou Skidmore, Owings and Merrill. Podlahová plocha je 102 190 m2 a většinu zabírají kanceláře.